# Королівський коледж оборонних наук
Королівський коледж оборонних наук (англ. Royal College of Defence Studies; (RCDS) — вищий військовий навчальний заклад Збройних сил Великої Британії, що існує з 1927 року і розташований у комплексі Сіфорд Хаус (сучасний район площі Белгрейв у Лондоні). Королівський коледж навчає найперспективніших старших офіцерів британських збройних сил, дипломатичної служби та державної служби Його Величності з питань національної оборони та міжнародної безпеки на найвищому рівні, щоб підготувати їх до найвищих посад у відповідних державних та міжнародних установах. Він є частиною Академії оборони Сполученого Королівства та є її найвищим і престижним компонентом. Крім того, у навчальному закладі проходять навчання багато закордонних слухачів із країн, які є близькими союзниками Великої Британії.
З моменту заснування в 1927 році до 1970 року він був відомий як Імперський оборонний коледж (англ. Imperial Defence College).